# 青木文庫
青木文庫（あおきぶんこ）は、青木書店が発行していた文庫本である。
1950年代はじめ、青木書店は、総合的な文庫本を企画し、青木文庫を発刊した。自社出版物からは、長谷部文雄訳の『資本論』などの社会・経済分野のものを文庫化し、文学では日本のプロレタリア文学や、外国の革命文学の作品を多く刊行した。特に、戦前に発表された後再刊されていなかった、黒島伝治の『武装せる市街』の復刊や、田岡嶺雲の評論集などの、近代文学の埋もれた作品の発掘にも力をいれた。小林多喜二やマクシム・ゴーリキーの作品も多く文庫にされた。
1950年代から60年代にかけては、多くの在庫をもち、総合的文庫として定着していたが、70年代にはいると在庫もしぼり、新刊も、戸坂潤の論文集や宮本顕治・宮本百合子の往復書簡『十二年の手紙』や蔵原惟人の『芸術書簡』などわずかになった。
1980年代に刊行を停止した。その後、判型をやや大きくした新装版として、峠三吉の『原爆詩集』や服部之総の明治維新に関する著作などを刊行した時期もあった。